# Dayana Mendoza
Dayana Mendoza (ur. 1 czerwca 1986 w Caracas) – wenezuelska modelka, Miss Wenezueli 2007 oraz Miss Universe 2008.

## Życie prywatne
Mendoza przyznała, że interesuje się "modą, fotografią, reklamą oraz surfingiem." Została również raz uprowadzona w Wenezueli, a trauma po całym zdarzeniu nauczyła ją zachowywać opanowanie w sytuacjach stresowych. Dayana Mendoza posługuje się trzema językami: hiszpańskim, angielskim i włoskim.

## Przed Miss Universe
W 2001 roku Mendoza podpisała kontrakt z agencją Elite Model Management, a następnie została finalistką międzynarodowego konkursu Elite Model Look 2001, odbywającego się we francuskiej Nicei. Dayana Mendoza pracowała również z takimi agencjami jak Max Mara czy Costume Nacional, dla których pozowała m.in. we Włoszech, Francji, USA czy Grecji. Pracowała również dla Versace w Peru oraz wielu innych projektantów mody.

## Miss Wenezueli i Miss Universe
13 września 2007 Dayana pokonała 27 rywalek w walce o tytuł Miss Wenezueli 2007 i została drugą kobietą ze stanu Amazonas zdobywającą tenże tytuł (pierwsza była Carolina Izsak w 1991).
13 lipca 2008 Dayana Mendoza wygrała wybory Miss Universe 2008, odbywające się w Nha Trang, Wietnamie i została pierwszą zwyciężczynią z Wenezueli od czasu Miss Universe 1996, który wygrała Alicia Machado. Tym samym Dayana stała się pierwszą Miss Universe z Wenezueli w XXI wieku i piątą w historii Wenezuelką, która sięgnęła po ten tytuł. Miss Universe 2007 Japonka Riyo Mori przekazała koronę Mendozie wraz z tiarą wartą 120 tys. dolarów amerykańskich. Dayana spędzi najbliższy rok, podróżując po całym świecie w celu nauczania zasad humanitaryzmu i promocji edukacji na temat HIV/AIDS.